# Узан-Малек
Узан-Малек (перс. اوزان ملک) — село в Ірані, входить до складу дехестану Південний Барандузчай у Центральному бахші шахрестану Урмія провінції Західний Азербайджан.